# Margarida de Clermont
Margarida de Clermont (1105-1146) fou comtessa d'Amiens, filla d'Adelaida de Vermandois i Renald II de Clermont que havien estat reconeguts comtes pel rei de França el 1118. Adelaida de Vermandois va morir poc després (1119/1122). El seu marit Renald II de Clermont va portar tanmateix el títol per dret uxori i suo jure i per això Adelaida va cedir el comtat a la seva filla Margarida, tinguda amb Renald.
Adelaida s'havia casat en primeres noces amb Hug I el Gran comte de Vermandois († 1102), de qui va tenir nou fills (entre els quals quatre mascles, dels quals el 1118 en vivien encara tres, si bé un era bisbe), però quan va rebre el comtat d'Amiens el 1118 ja era vídua i estava casada des de 1103 en segones noces amb Renald II de Clermont. Amb aquest va tenir la filla Margarida vers el 1105, la qual, a la mort de la mare vers 1119/1121, va recollir la successió tot i les protestes del fill gran del primer matrimoni, Raül I el Valent de Vermandois.
Margarida es va casar tres vegades:
La primera vers 1110 (la Vita Karoli Comitis Flandriæ només diu que fou abans de la seva proclamació el juliol de 1119) amb Carles de Dinamarca, comte de Flandes. Aquest matrimoni fou dissolt i no va deixar fills.
La segona, segons l'historiador Charles du Fresne sieur du Cange, amb Hug II de Campdavaine o Camp d'Avesnes († el 1130 o 1131, que va ser comte de Saint Pol de 1083 a vers 1130 o 1131, i amb el que va tenir dos fills, Raül i Guiu que haurien mort joves. Probablement va tenir una filla de nom Beatriu, tot i que sovint apareix com a filla del primer matrimoni d'Hug II.
Margarida de Clermont es va casar llavors amb Balduí de l'Encre de la qual va tenir una filla que va ser mare de Gautier, senyor d'Heilli, segons un genealogista del temps de Felip August. Segons altres historiadors Margarida de Clermont s'hauria casat amb Teodoric d'Alsàcia però això és dubtós.
Va morir el 1146 i va deixar comtat d'Amiens i els seus altres drets a Beatriu de Saint Pol, que no és clar que fos filla pròpia i segons algunes fonts podria ser filla del primer matrimoni del seu marit Hug II, si bé això trencaria les regles d'herència habituals. Beatriu va aportar els drets heretats a la casa de Boves casant-se amb Robert de Boves, fill de Tomàs de Marle, drets que no foren reconeguts, passant el comtat d'Amiens al pretendent Raül I de Vermandois.